# Braunmühle (Sengenthal)
Braunmühle ist ein Gemeindeteil der Gemeinde Sengenthal im Landkreis Neumarkt in der Oberpfalz in Bayern.

## Lage
Der Weiler liegt am Westrand des Oberpfälzer Jura am Wiefelsbach, der das Wasserrad antrieb und nach der Mühle in die Sulz mündet. Braunmühle ist über eine Straße zu erreichen, die von Hofen aus in nördlicher Richtung die Kreisstraße NM 12 kreuzt und von der Braunmühle aus zur Bundesstraße 299 führt.

## Geschichte
Die Mühle, früher auch „Reindlmühle“ genannt, gehörte im Alten Reich dem Zisterzienserinnenkloster Seligenporten (1556 aufgehoben) und danach den Wolfsteinern. Nach 1740 erwarb die Müllersfamilie Kürzinger die Mühle. Nachfahren stellten bald nach dem Zweiten Weltkrieg den Mahlbetrieb ein. Die nach einem Brand im Jahr 1953 wiederaufgebaute Mühle wurde ein Backbetrieb. Auch hat im Weiler ein Fischzuchtbetrieb seinen Sitz.
Am Ende des Alten Reiches, um 1800, gehörte die Braunmühle zur Oberen Hofmark Berngau und unterstand hochgerichtlich dem herzoglich-baierischen Schultheißenamt Neumarkt.
Im Königreich Bayern wurde zwischen 1810 und 1820 der Steuerdistrikt Forst, dann die gleichnamige Ruralgemeinde gebildet, die aus Forst, Braunshof, Rocksdorf und Stadlhof bestand. In diese Gemeinde wurde vor 1867 die Gemeinde Wiefelsbach mit ihren zehn Einöden integriert, nämlich die Birkenmühle, die Braunmühle, der Dietlhof, die Gollermühle, die Kastenmühle, die um 1883 abgebrochenen Kindlmühle, die Ölkuchenmühle, die ebenfalls heute nicht mehr existierende Schmidmühle, die Schlierfermühle und die Seitzermühle. Als 1814 die Mühle aus dem Nachlass des verstorbenen Müllers Franz Schlierf versteigert wurde, bestand das Mühlenanwesen „in einem gemauerten Haus mit Ziegeln gedeckt sammt Stadel, Nebenhäusel, Viehstall, Pferdstallung, Backofen, Schneid-Säg, zwey Mahl und ein Rendelgang, dann 3/4tel Tagw. Obstgarten, in mehr als 22 Jauch. Aeckern, in 21 Tagw. Wiesen, in 19 Tagw. Hutweyde, in 50 Stück Eichreisen, und in 28 Tagw. Holz.“
Dem Landgericht (ab 1862 Bezirksamt, ab 1879 Landkreis) Neumarkt zugeordnet, umfasste die Gemeinde Forst unmittelbar vor der Gebietsreform in Bayern die zwölf Gemeindeteile Forst, Birkenmühle, Braunmühle, Braunshof, Dietlhof, Gollermühle, Greißelbach, Kanalschleuse 31 (1960 unbewohnt), Kanalschleuse 32 (1987 unbewohnt), Kastenmühle, Schlierferhaide/Schlierfermühle und Stadlhof. Im Zuge der Gebietsreform erfolgte am 1. Januar 1972 die Eingliederung der Gemeinde Forst und damit auch der Braunmühle in die Gemeinde Sengenthal im Landkreis Neumarkt i. d. Opf.
Gemäß der Volkszählung vom 1. Dezember 1871 hatte die Braunmühle zu dieser Zeit sechs Gebäude, 13 Einwohner, an Großvieh fünf Pferde und 27 Stück Rindvieh.
Die Mühle gehörte seit altersher zur katholischen Pfarrei Berngau mit Filiale in Reichertshofen. Laut einem Verzeichnis von 1616 gab der Müller an die – von 1554 bis 1625 evangelische – Pfarrei eines jährliche Abgabe von „7 Vierlingen Mehl“. Eine Zehentbeschreibung von 1670 besagt, dass die Braunmühle vom Hauszehent ein Drittel dem Pfarrer und zwei Drittel dem Kurfürsten gab. 1926 wurde die Braunmühle aus der 1867 zur Pfarrei erhobenen Kuratie Reichertshofen zur katholischen Pfarrei Döllwang umgepfarrt.

## Kapelle
Die Kapelle von Braunmühle, 1883 erbaut, ist der Muttergottes geweiht. 1886 wurde sie mit einem Kreuzweg ausgestattet. Sie gilt als Baudenkmal.

### Einwohnerzahlen
- 1830: 04[11]
- 1836: 08[12]
- 1861: 11[13]
- 1871: 13[14]
- 1900: 10[15]
- 1937: 15[16]
- 1961: 15[17]
- 1987: 13 (4 Wohngebäude mit sechs Wohnungen)[1]

## Wiederkehrende Feste
Alljährlich veranstaltet der ansässige Bachbetrieb am Vatertag ein „Braunmühlfest“.